# Empire chérifien
 (avril 2025).
XVIe siècle – 1957
Entités précédentes :
- Sultanat watasside

Entités suivantes :
- Royaume du Maroc

L'Empire chérifien (en arabe: المملكة المغربية الشريفة (al-mamlaka al-maghribiya ach-charifa), ou الدولة المغربية الشريفة (ad-dawla al-maghribia ach-charifa), en amazighe : ⵜⴰⵎⵏⴽⴷⴰ ⵜⴰⵛⵉⵔⵉⴼⵉⵜ ⵏ ⵍⵎⵖⵔⵉⴱ (Tamnekda Tachirifit n Lmeghrib)) est le nom porté par le Maroc jusqu'en 1957 entre les XVIe et XXe siècles, sous les régimes des dynasties des Saadiens puis des Alaouites, qui se revendiquent d'origine chérifienne (au sens de descendants du prophète Mahomet).

## Histoire

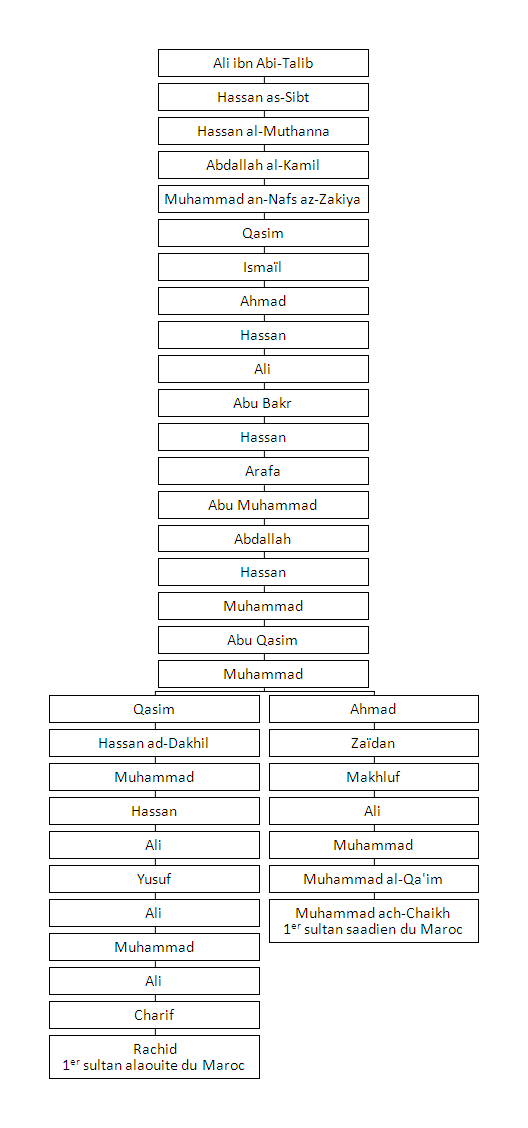
Généalogie des chérifs saadiens et alaouites du Maroc, démontrant leur lien de parenté.

Jusqu'en 1912, c'est un empire militaro-théocratique aux marges mouvantes, multiethnique et multiconfessionnel. La lente pénétration du capitalisme marchand durant le XIXe siècle, puis l'encerclement militaire français et la signature du traité de protectorat par le sultan alaouite Moulay Abdelhafid le 30 mars 1912 à Fès, font basculer l'Empire chérifien dans l'histoire contemporaine (au nord, le Rif passe sous protectorat espagnol). À cette époque, en français, les termes « pays des Maures » ou « royaume de Fès » sont plus fréquents que le terme « Maroc ». De même, la capitale est déplacée de Fès à Rabat.
L'appellation tombe en désuétude peu après la fin du protectorat français. Au niveau du Bulletin officiel, l'appellation « Empire chérifien » est utilisée pour la dernière fois dans l'en-tête du numéro 2352 du 22 novembre 1957 et est remplacée par « Royaume du Maroc » dans l'en-tête du numéro 2353 du 29 novembre 1957 et suivants.
Le régime politique coutumier de l'Empire sera réformé peu après la fin du protectorat, le Maroc indépendant se voulant tourné vers les standards politiques occidentaux ainsi que vers une institutionnalisation qui débouche sur la constitution de 1962, donnant naissance à un régime de type monarchie constitutionnelle bien que, dans les faits, elle maintient un régime traditionnel et fort,. Le monarque remplace dès lors son titre de « sultan » par celui de « roi ».